# Национален отбор по футбол на Катар
Националният отбор по футбол на Катар (на арабски: منتخب قطر لكرة القدم) е футболен отбор, който представлява Катар в международния футбол от 1970 г. и се контролира от Футболната асоциация на Катар и АФК.
Отборът участва в десет турнира за Купата на Азия и я печели веднъж през 2019 г. Играе домакинските си мачове на Международен стадион Халифа и Стадион Джасим бин Хамада.
Катар е домакин на Световното първенство по футбол през 2022 г. и следователно се класира по право за първото им участие на голям форум. Това е първият път, когато арабска нация е домакин на състезанието.

## История

### Преди 1970
Футболът е представен в Катар по времето, когато са открити петролни запаси в Духан през 1940 г. През 1948 г. емигранти петролни работници изиграват първия официален футболен мач в Катар. Катарската футболна асоциация е създадена през 1960 г. и става членка на ФИФА през 1963 г. Едновременно с това през този период Бахрейнската футболна асоциация изготвя планове за създаване на регионално футболно състезание в рамките на Съвета за сътрудничество на арабските държави от Персийския залив и катарците участват в това предложение. Плановете се осъществяват и през март 1970 г. Купата на Арабския залив е създадена.

### 1970 – 1980
Националният отбор на Катар изиграва първия си официален мач на 27 март 1970 г. срещу домакините Бахрейн, губейки с 1:2, а Мубарак Фарадж отбелязва единствения гол за Катар. Новосформираният национален отбор на Катар постига слаби резултати в първия турнир за Купата на Персийския залив, заемайки последно място с една точка, като тя е от равенството 1:1 със саудитците в последния им мач.
В следващото издание на Купата на Персийския залив през 1972 г. Катар отново е на последното място, след като претърпява 3 поредни загуби. Следващият турнир през 1974 г. се оказва донякъде пробив за катарците, тъй като те постигат първия си триумф в международния футбол с победа от 4:0 над Оман. Катарците губят от Саудитска Арабия на полуфиналите, но постигат 3-то място, след като побеждават с дузпи срещу Обединените арабски емирства.
Първият път, когато влизат в квалификационните етапи за Купата на Азия е през 1975 г. Те не успяват да се класират за Купата на Азия през 1976 г., като Ирак и Саудитска Арабия заемат двете квалификационни места в групата. Въпреки тази неуспех, Катар завършва на 3-то място в Купата на Персийския залив през 1976 г. като домакин през следващата година.
Националният отбор изигра първия си квалификационен мач за Световното първенство по футбол през 1977 г. Катар трябва да играе срещу Обединените арабски емирства на 11 март 1977 г., но оттеглянето на отбора на Емирствата от състезанието в последната минута просто отлага дебюта на Катар за два дни по-късно, когато Бахрейн са победени с 2:0 в Доха.

### 1980 – 1990
Техният дебют в Купата на Азия идва през 1980 г. при старши треньора Еваристо де Маседо. Те се класират за турнира, след като оглавяват сравнително лесна група, където са още Бангладеш и Афганистан. Представянето им в основния турнир не е впечатляващо, като рано излизат от груповата фаза с две загуби, едно равенство и една победа.
Катар губи на косъм от Ирак на финалите на Купата на Персийския залив през 1984 г., но въпреки това са обявени за второ място, най-впечатляващото им отличие до 1992 г.
Те не успяват да излязат от предварителните етапи на квалификационните кръгове за Световните първенства през 1982 и 1986 г. Отборът обаче се класира и за изданията на Купата на Азия през 1984 и 1988 г. Те не успяват да се класират за полуфиналите на турнира през 1984 г., като голът на Мохайсен Ал-Джаман от Саудитска Арабия в 88-та минута срещу Кувейт осигурява полуфинална позиция и на двата отбора. Те също така пропускат полуфинално място през 1988 г.; въпреки това, побеждават Япония с резултат 3:0.

### 1990 – 2000
Катар може да достигне своя връх през 1990 г., постигайки най-високия си рейтинг на ФИФА (53) през август 1993 г. Катар започва с категорична квалификационна кампания за Световното първенство през 1990 г., завършвайки на върха в своята група. Не си спечелват място на Световното първенство, след като завършват под Обединените арабски емирства и Южна Корея във финалния кръг на квалификациите.
През 1990 г. националният отбор отново завършва на второ място в Купата на Персийския залив, тъй като Кувейт печели последните два мача от турнира. Две години по-късно те печелят състезанието на родна земя за първи път под ръководството на Себастиао Лапола, въпреки загубата с 0:1 срещу Саудитска Арабия в последния си мач. Катар са подгласници в Купата на Персийския залив през 1996 г.
Катар достига до последния квалификационен кръг на Азиатската зона за Франция 1998. След победи срещу Китай и Иран, те изиграват последния си мач срещу Саудитска Арабия, където победа е достатъчна за квалификация. Те обаче губят отново от Саудитска Арабия с 0:1.
Като домакини на Арабската купа през 1998 г. завършват на второ място след Саудитска Арабия.

### 2000 – 2010
Катар стига до четвъртфиналите на Купата на Азия през 2000 г., въпреки че завършва на 3-то място в своята група, но губят от Китай в четвъртфиналната си конфронтация.
Те отново стигат до последния квалификационен кръг през 2001 г., но са победени от Китай на Бора Милутинович, който оглавява групата, за да отиде на първото си Световно първенство по футбол. Французинът Филип Трусие поема треньорския пост след Световното първенство през 2002 г. в Корея и Япония, но не успяват както в Купата на Азия през 2004 г., така и в квалификационната кампания за Световното първенство през 2006 г. в Германия.
Трусие е уволнен след квалификационната кампания за Световното първенство и под ръководството на бошняка Джемалудин Мушович отборът спечели Купата на Персийския залив през 2004 г. и златото през 2006 г. Мушович се оттегля, след като Катар печели само две точки от три мача в Купата на Азия през 2007 г.
Работата на треньор на отбора в квалификациите за Световното първенство през 2010 г. се пада на Хорхе Фосати, който води отбора през първия и втория кръг на АФК до третия кръг. След като ги оставя начело в тяхната група само с два изиграни мача, Фосати трябва да се подложи на операция на стомаха. Впоследствие Катарската футболна асоциация прекратява договора си с него през септември 2008 г., тъй като Катарската футболна асоциация твърди, че му е необходимо твърде дълго време, за да се възстанови от операцията. Бруно Метсу е назначен на поста, но Катар не успява да се класира, след като завършва четвърти в своята квалификационна група.

### 2010 –
Катар е обявен за домакин на Световното първенство по футбол през 2022 г. през декември 2010 г.
През 2011 г., като домакини на Купата на Азия, те стигат до четвъртфиналите. Претърпяват късна загуба с 2:3 от бъдещите шампиони Япония след гол, отбелязан от Масахико Иноха в 89-та минута.
Освен това като домакини те печелят шампионата на Западна Азия за 2014 г., след като побеждават Йордания с 2:0 на финала. Турнирът е съставен предимно от младежки и резервни отбори, от като този на Катар е резервният. Джамел Белмади, старши треньорът на Б отбора, заменя Фахад Тани като старши треньор в резултат на положителното представяне на отбора. 10 месеца по-късно Джамел Белмади извежда Катар до златото в Купата на Персийския залив през 2014 г. Те излизат от груповата фаза след три равенства, като побеждават Оман с 3:1 на полуфинала, а на финала срещу Саудитска Арабия, пред собствена публика с разлика 2:1.
Въпреки че печели Купата на Персийския залив и завършва 2014 г. само с едно поражение, Катар показва лоша форма в Купата на Азия през 2015 г. и е победен с 4:1 от Обединените арабски емирства в първия мач. Това продължава със загуба с 0:1 от Иран и 1:2 от Бахрейн. Катар е елиминиран в груповата фаза без точки и се класира на 4-то място в група C.
Кампанията на Катар в квалификациите за Мондиал 2018 в Русия е изненада. Стартът им във втория кръг на квалификациите за Купата на Азия е почти перфектен, със седем победи и само една загуба. Успехът им във втория кръг обаче не ги последва до третия кръг.
Катар продължава слабата си форма на Купата на Персийския залив през 2017 г., където е домакин на Кувейт. Катар открива турнира с победа с 4:0 срещу Йемен, но това е последвано от загуба с 1:2 от Ирак и неубедително равенство с 1:1 срещу Бахрейн. Катар заема третото място в група B с четири точки и е елиминиран в груповата фаза на състезанието.
Катар обаче прави отлична кампания на Купата на Азия през 2019 г. При откриването побеждава Ливан с 2:0. Това е последвано от победа с 6:0 над Северна Корея и победа с 2:0 срещу трикратния шампион Саудитска Арабия, което подпечатва първото място в групата. Те печелят с 1:0 срещу Ирак на осминафиналите и късна победа срещу вицешампиона Южна Корея на четвъртфиналите, като отиват на полуфиналите за първи път в историята, където побеждават домакините Обединени арабски емирства 4:0 по пътя към финал срещу 4-кратния победител Япония. Катар в крайна сметка печели финала с 3:1 над Япония, отбелязвайки първата си голяма турнирна титла в историята си и завършвайки една от най-невероятните серии за Купата на Азия в историята на турнира, особено след като допуска само един гол във всичките си мачове.
Катар е поканен на Копа Америка през 2019 г. Те са поставени в група B с Колумбия, Аржентина и Парагвай. Първият им мач е срещу Парагвай, където от 0:2, изравняват до 2:2, но отбелязват за първи път, когато Катар претърпява повече от един гол в голямо състезание, откакто печели Купата на Азия в ОАЕ. Следва загуба с 0:1 от Колумбия, с което се слага край на серията без загуба на отбора във всяко голямо състезание до осем. Загуба с 0:2 от Аржентина означава, че Катар заема последното място в група B с една точка и е елиминиран в груповата фаза на състезанието.
Катар е поканен за първи път на Златната купа на КОНКАКАФ 2021. Играе в група D с Хондурас, Панама и Гренада.
През декември 2020 г. УЕФА кани Катар да играе приятелски мачове срещу отборите от група А на квалификационната група за Световното първенство през 2022 г. – Азербайджан, Люксембург, Португалия, Република Ирландия и Сърбия. Катар играе своите "домакински" мачове в Европа, за да позволи кратко пътуване на опонентите си.
В Златната купа на КОНКАКАФ през 2021 г. Катар печели 7 точки в група D. Техният дебют е срещу Панама с равенство 3:3, което им гарантира първата точка. Това е последвано от победа с 4:0 над Гренада и победа с 2:0 над Хондурас, осигурявайки четвъртфинално място, където се изправят срещу Ел Салвадор, като в крайна сметка си осигуряват полуфинално място срещу Съединените щати с победа с 3:2. Въпреки това, срещу домакините, чиито състав съставлява по-голямата част от играчите на МЛС, Катар не успява да намери пътя към мрежата, въпреки дузпа в 60-ата минута, като в крайна сметка допуска късен гол от Гяси Зардес, за да сложи край на кампанията на Катар със загуба 0:1.
В Арабската купа на ФИФА през 2021 г. Катар печели всичките си мачове от груповата фаза и се изправя срещу ОАЕ, печелейки с 5:0. Те губят с 1:2 в полуфинала срещу Алжир, като в крайна сметка заемат 3-то място.

## Натурализирани играчи
Въпреки че е сравнително обичайно футболистите да представляват национални отбори, различни от родните си нации, естеството и степента на практиката за отбора на Катар е обект на наблюдение и критика в различни моменти през двадесет и първи век. През 2004 г. ФИФА цитира намерението на трима бразилски играчи – Аилтoн, Деде и Леандро – да играят за националния отбор на Катар като непосредствена причина за тяхното решение да затегнат правилата за допустимост, за да гарантират, че играчите имат връзки със страната, която представляват.
Катар продължава да следва стратегия за натурализиране на играчи, родени в чужбина, в рамките на ограниченията на новите правила, и тя продължи да се оказва противоречива. Програмата "Aspire Football Dreams" за набиране на момчета от Африка в академия в Катар предизвиква сериозна критика. Докато катарските власти го описват като хуманитарно усилие и начин за осигуряване на конкуренция за местните катарски футболисти, критиците твърдят, че това е просто още един експлоатационен начин за придобиване на натурализирани играчи, като Vice го свързва с нарушения на човешките права и системата kafala. Международната организация на труда (МОТ) и Катар обявяват премахването на kafala на 12 декември 2016 г., но законът влиза в сила през 2018 г. Реформата се провежда между Международната организация на труда на ООН и Катар и е доказано, че е част от много споменати уверения, които нацията е поискала за Световното първенство по футбол през 2022 г. Въпреки че се твърди от независими органи на Катар, които се опитват да постигнат същото, и двете страни се споразумяват да преразгледат предишните актове, които са били предприети. За да направи всичко това възможно, на 12 август 2022 г. приемащата страна обявява, че ще изплати обезщетения за смъртни случаи на своите работници мигранти.
Промени в работата между септември 2020 г. и март 2022 г., установяване на недискриминационна система за заплащане за всички работници през март 2021 г., фонд на работниците и застрахователна полица на работното място са всички данни, които показват функционирането на държавата за нейните работници.
В приятелски мач срещу Алжир през 2015 г. шестима от единадесетте играчи в титулярния отбор са родени извън Катар. Тогавашният президент на ФИФА Сеп Блатер предупреждава Катар, че ФИФА ще наблюдава селекцията им, за да гарантира, че не разчитат твърде много на натурализирани играчи. Той прави сравнения с мъжкия национален отбор по хандбал на Катар, като посочва избора на отбора за Световното първенство по хандбал за мъже през 2015 г. като „абсурд“. На следващата година натурализирани играчи формират гръбнака на отбора и са достатъчно интегрирани, че старши треньорът Хорхе Фосати заплашва да подаде оставка, ако бъдат отстранени.
Разчитането на натурализирани играчи впоследствие намалява, като само двама от отбора, който побеждава Швейцария в приятелски мач през 2018 г., са родени извън страната. Въпреки това, на Купата на Азия през 2019 г., на фона на дипломатическото напрежение между двете страни, Футболната асоциация на Обединените арабски емирства подава официална жалба срещу Катар, твърдейки, че Алмоез Али и Басам Ал-Рауи нямат право да играят за тях. Тези оплаквания биват отхвърлени от АФК.

## Цветове и екипировка
Катар носи изцяло кестеняво като домакински цветове и изцяло бели цветове като екип за гостуване. Първият им производител е Umbro от 1984 до 1989 г., а понастоящем всички екипи на Катар се произвеждат от американската марка Nike.
| Производител | Период      |
| ------------ | ----------- |
| Umbro        | 1984 – 1989 |
| Adidas       | 1990 – 1996 |
| Grand Sport  | 1997 – 2002 |
| Adidas       | 2003 – 2008 |
| Burrda       | 2009 – 2011 |
| Nike         | 2012 – сега |

## Съперничества

### Бахрейн
Катар има голямо съперничество срещу Бахрейн поради историческо напрежение между двете страни. С 38 изиграни мача общият рекорд е в полза на Бахрейн, който печели 11 мача, губи 7, а равни са 19. От 2004 г. до 2021 г. Катар претърпява серия без победа над Бахрейн с шест поражения и десет равенства, преди най-накрая да регистрира победа на Арабската купа 2021.

### Обединени арабски емирства
Съперничеството с Обединените арабски емирства е в срещите за Купата на Персийския залив в много случаи, поради дипломатическата криза в Катар, е наблюдавано нарастващо напрежение, като капитанът на младежкия отбор на ОАЕ до 19 години отказва да се ръкува с капитана на младежите на Катар на Купата на АФК до 19 г. (2018), проведена в Индонезия; в този турнир ОАЕ побеждава Катар с 2:1, но все пак отпада от груповата фаза. Към 2020 г. Катар и ОАЕ са изиграли 31 официални мача, повечето от които са в Купата на Персийския залив. Те изиграват само 2 приятелски мача, а последният приятелски се провежда през 2011 г., и завършва с победа на Емирството. В Азиатската купа през 2019 г., домакинствана от ОАЕ, Катар побеждава ОАЕ за първи път от 2001 г. с резултат 4:0, като възниква тежко напрежение и бой между двама привърженици на Емирствата, които правят антикатарски скандирания.

### Саудитска Арабия
Катар има голямо съперничество срещу Саудитска Арабия, поради историческото напрежение между двете страни и дипломатическата криза в Катар. Като цяло Катар има негативно представяне спрямо Саудитска Арабия. Катар изиграва 41 мача със Саудитска Арабия, печели 8 мача, губи 17 мача, докато 16 мача завършват наравно.

## Световно първенство
| Световно първенство по футбол | Световно първенство по футбол | Световно първенство по футбол | Световно първенство по футбол | Световно първенство по футбол | Световно първенство по футбол | Световно първенство по футбол | Световно първенство по футбол | Световно първенство по футбол |                              | Квалификации за Световно първенство | Квалификации за Световно първенство | Квалификации за Световно първенство | Квалификации за Световно първенство | Квалификации за Световно първенство | Квалификации за Световно първенство | Квалификации за Световно първенство | Квалификации за Световно първенство |
| Година                        | Резултат                      | Позиция                       | ИМ                            | П                             | Р                             | З                             | ВГ                            | ДГ                            | ИМ                           | П                                   | Р                                   | З                                   | ВГ                                  | ДГ                                  |                                     |                                     |                                     |
| ----------------------------- | ----------------------------- | ----------------------------- | ----------------------------- | ----------------------------- | ----------------------------- | ----------------------------- | ----------------------------- | ----------------------------- | ---------------------------- | ----------------------------------- | ----------------------------------- | ----------------------------------- | ----------------------------------- | ----------------------------------- | ----------------------------------- | ----------------------------------- | ----------------------------------- |
| 1930                          | Част от Великобритания        | Част от Великобритания        | Част от Великобритания        | Част от Великобритания        | Част от Великобритания        | Част от Великобритания        | Част от Великобритания        | Част от Великобритания        | Част от Великобритания       | Част от Великобритания              | Част от Великобритания              | Част от Великобритания              | Част от Великобритания              | Част от Великобритания              | Част от Великобритания              | Част от Великобритания              |                                     |
| 1934                          | Част от Великобритания        | Част от Великобритания        | Част от Великобритания        | Част от Великобритания        | Част от Великобритания        | Част от Великобритания        | Част от Великобритания        | Част от Великобритания        | Част от Великобритания       | Част от Великобритания              | Част от Великобритания              | Част от Великобритания              | Част от Великобритания              | Част от Великобритания              | Част от Великобритания              | Част от Великобритания              |                                     |
| 1938                          | Част от Великобритания        | Част от Великобритания        | Част от Великобритания        | Част от Великобритания        | Част от Великобритания        | Част от Великобритания        | Част от Великобритания        | Част от Великобритания        | Част от Великобритания       | Част от Великобритания              | Част от Великобритания              | Част от Великобритания              | Част от Великобритания              | Част от Великобритания              | Част от Великобритания              | Част от Великобритания              |                                     |
| 1950                          | Част от Великобритания        | Част от Великобритания        | Част от Великобритания        | Част от Великобритания        | Част от Великобритания        | Част от Великобритания        | Част от Великобритания        | Част от Великобритания        | Част от Великобритания       | Част от Великобритания              | Част от Великобритания              | Част от Великобритания              | Част от Великобритания              | Част от Великобритания              | Част от Великобритания              | Част от Великобритания              |                                     |
| 1954                          | Част от Великобритания        | Част от Великобритания        | Част от Великобритания        | Част от Великобритания        | Част от Великобритания        | Част от Великобритания        | Част от Великобритания        | Част от Великобритания        | Част от Великобритания       | Част от Великобритания              | Част от Великобритания              | Част от Великобритания              | Част от Великобритания              | Част от Великобритания              | Част от Великобритания              | Част от Великобритания              |                                     |
| 1958                          | Част от Великобритания        | Част от Великобритания        | Част от Великобритания        | Част от Великобритания        | Част от Великобритания        | Част от Великобритания        | Част от Великобритания        | Част от Великобритания        | Част от Великобритания       | Част от Великобритания              | Част от Великобритания              | Част от Великобритания              | Част от Великобритания              | Част от Великобритания              | Част от Великобритания              | Част от Великобритания              |                                     |
| 1962                          | Част от Великобритания        | Част от Великобритания        | Част от Великобритания        | Част от Великобритания        | Част от Великобритания        | Част от Великобритания        | Част от Великобритания        | Част от Великобритания        | Част от Великобритания       | Част от Великобритания              | Част от Великобритания              | Част от Великобритания              | Част от Великобритания              | Част от Великобритания              | Част от Великобритания              | Част от Великобритания              |                                     |
| 1966                          | Част от Великобритания        | Част от Великобритания        | Част от Великобритания        | Част от Великобритания        | Част от Великобритания        | Част от Великобритания        | Част от Великобритания        | Част от Великобритания        | Част от Великобритания       | Част от Великобритания              | Част от Великобритания              | Част от Великобритания              | Част от Великобритания              | Част от Великобритания              | Част от Великобритания              | Част от Великобритания              |                                     |
| 1970                          | Част от Великобритания        | Част от Великобритания        | Част от Великобритания        | Част от Великобритания        | Част от Великобритания        | Част от Великобритания        | Част от Великобритания        | Част от Великобритания        | Част от Великобритания       | Част от Великобритания              | Част от Великобритания              | Част от Великобритания              | Част от Великобритания              | Част от Великобритания              | Част от Великобритания              | Част от Великобритания              |                                     |
| 1974                          | Отказва се от квалификациите  | Отказва се от квалификациите  | Отказва се от квалификациите  | Отказва се от квалификациите  | Отказва се от квалификациите  | Отказва се от квалификациите  | Отказва се от квалификациите  | Отказва се от квалификациите  | Отказва се от квалификациите | Отказва се от квалификациите        | Отказва се от квалификациите        | Отказва се от квалификациите        | Отказва се от квалификациите        | Отказва се от квалификациите        | Отказва се от квалификациите        | Отказва се от квалификациите        |                                     |
| 1978                          | Не се класира                 | Не се класира                 | Не се класира                 | Не се класира                 | Не се класира                 | Не се класира                 | Не се класира                 | Не се класира                 | 4                            | 1                                   | 0                                   | 3                                   | 3                                   | 9                                   |                                     |                                     |                                     |
| 1982                          | Не се класира                 | Не се класира                 | Не се класира                 | Не се класира                 | Не се класира                 | Не се класира                 | Не се класира                 | Не се класира                 | 4                            | 2                                   | 0                                   | 2                                   | 5                                   | 3                                   |                                     |                                     |                                     |
| 1986                          | Не се класира                 | Не се класира                 | Не се класира                 | Не се класира                 | Не се класира                 | Не се класира                 | Не се класира                 | Не се класира                 | 4                            | 2                                   | 0                                   | 2                                   | 6                                   | 3                                   |                                     |                                     |                                     |
| 1990                          | Не се класира                 | Не се класира                 | Не се класира                 | Не се класира                 | Не се класира                 | Не се класира                 | Не се класира                 | Не се класира                 | 11                           | 4                                   | 6                                   | 1                                   | 12                                  | 8                                   |                                     |                                     |                                     |
| 1994                          | Не се класира                 | Не се класира                 | Не се класира                 | Не се класира                 | Не се класира                 | Не се класира                 | Не се класира                 | Не се класира                 | 8                            | 5                                   | 1                                   | 2                                   | 22                                  | 8                                   |                                     |                                     |                                     |
| 1998                          | Не се класира                 | Не се класира                 | Не се класира                 | Не се класира                 | Не се класира                 | Не се класира                 | Не се класира                 | Не се класира                 | 11                           | 6                                   | 1                                   | 4                                   | 21                                  | 10                                  |                                     |                                     |                                     |
| 2002                          | Не се класира                 | Не се класира                 | Не се класира                 | Не се класира                 | Не се класира                 | Не се класира                 | Не се класира                 | Не се класира                 | 14                           | 7                                   | 4                                   | 3                                   | 24                                  | 13                                  |                                     |                                     |                                     |
| 2006                          | Не се класира                 | Не се класира                 | Не се класира                 | Не се класира                 | Не се класира                 | Не се класира                 | Не се класира                 | Не се класира                 | 6                            | 3                                   | 0                                   | 3                                   | 16                                  | 8                                   |                                     |                                     |                                     |
| 2010                          | Не се класира                 | Не се класира                 | Не се класира                 | Не се класира                 | Не се класира                 | Не се класира                 | Не се класира                 | Не се класира                 | 16                           | 6                                   | 4                                   | 6                                   | 16                                  | 20                                  |                                     |                                     |                                     |
| 2014                          | Не се класира                 | Не се класира                 | Не се класира                 | Не се класира                 | Не се класира                 | Не се класира                 | Не се класира                 | Не се класира                 | 14                           | 5                                   | 5                                   | 4                                   | 18                                  | 14                                  |                                     |                                     |                                     |
| 2018                          | Не се класира                 | Не се класира                 | Не се класира                 | Не се класира                 | Не се класира                 | Не се класира                 | Не се класира                 | Не се класира                 | 16                           | 9                                   | 1                                   | 6                                   | 35                                  | 14                                  |                                     |                                     |                                     |
| 2022                          | Групова фаза                  | 32                            | 3                             | 0                             | 0                             | 3                             | 1                             | 7                             | Класира се като домакин      | Класира се като домакин             | Класира се като домакин             | Класира се като домакин             | Класира се като домакин             | Класира се като домакин             | Класира се като домакин             | Класира се като домакин             |                                     |
| 2026                          | TBD                           | TBD                           | TBD                           | TBD                           | TBD                           | TBD                           | TBD                           | TBD                           | 1                            | 1                                   | 0                                   | 0                                   | 8                                   | 1                                   |                                     |                                     |                                     |
| 2030                          | TBD                           | TBD                           | TBD                           | TBD                           | TBD                           | TBD                           | TBD                           | TBD                           | TBD                          | TBD                                 | TBD                                 | TBD                                 | TBD                                 | TBD                                 | TBD                                 | TBD                                 |                                     |
| 2034                          | TBD                           | TBD                           | TBD                           | TBD                           | TBD                           | TBD                           | TBD                           | TBD                           | TBD                          | TBD                                 | TBD                                 | TBD                                 | TBD                                 | TBD                                 | TBD                                 | TBD                                 |                                     |
| Общо                          | 1/22                          | -                             | 3                             | 0                             | 0                             | 3                             | 1                             | 7                             | 121                          | 58                                  | 23                                  | 40                                  | 189                                 | 122                                 |                                     |                                     |                                     |